# Bursadella ramosa
Bursadella ramosa är en fjärilsart som beskrevs av John Hartley Durrant 1915. Bursadella ramosa ingår i släktet Bursadella och familjen Immidae. Inga underarter finns listade i Catalogue of Life.